# Khediven-Stern
Der Khediven-Stern (auch Khediven-Bronze-Stern) war eine Medaille, die vom Khediven Tewfik Pascha gestiftet wurde, um diejenigen zu belohnen, die zwischen 1882 und 1891 an den Feldzügen in Ägypten und im Sudan teilgenommen hatten.

## Hintergrund

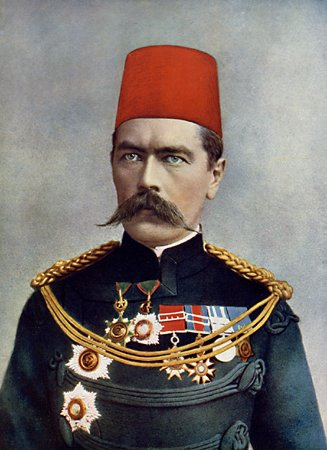
Herbert Kitchener als Sirdar der ägyptischen Armee mit Khediven-Stern

Das Khedivat Ägypten gehörte im 19. Jahrhundert offiziell zwar zum Osmanischen Reich, hatte aber unter der Dynastie des Muhammad Ali eine relative Unabhängigkeit erlangt. 1881 entstand im Land die nationalistische Urabi-Bewegung. Diese wendete sich gegen den beherrschenden europäischen Einfluss und die autokratische Regierung der Khediven. Um die Bewegung niederzuschlagen, besetzte 1882 Großbritannien im Anglo-Ägyptischen Krieg das Land. Die ägyptische Armee wurde durch britische Truppen unter Garnet Wolseley in der Schlacht von Tel-el-Kebir zerschlagen. Sie wurde anschließend unter dem Kommando von 25 britischen Offizieren und einem britischen Oberbefehlshabers (Sirdar) neu aufgebaut. Ägypten blieb auch nach der Niederschlagung der Bewegung besetzt. Die Britische Herrschaft in Ägypten wurde durch den Generalkonsul vertreten, der als Berater des Khediven der tatsächliche Herrscher des Landes war. Ägypten war faktisch ein britisches Protektorat. Im Zuge der Unruhen während der Urabi-Bewegung breitete sich im ägyptisch besetzten Sudan der Mahdi-Aufstand aus. Wie bereits im Anglo-Ägyptischen Krieg kämpften britische und britisch-indische Truppen hier für die Interessen des Khediven.

## Verleihung
Der Khediven-Stern wurde ab 1882 an Soldaten, in Ausnahmefällen auch Zivilisten, verliehen, die während des Anglo-Ägyptischen Krieges und der Anfangsphase des Mahdi-Aufstandes in Ägypten oder dem Sudan dienten. Diese erhielten sowohl die British Egypt Medal als auch den Khediven-Stern. Die Verleihung des Sterns erfolgte bis 1891. Als die Rückeroberung des Sudan begann, genehmigte der Khedive eine neue Feldzugsmedaille.

## Aussehen
Auf der Vorderseite des fünfzackigen bronzenen Sterns ist die Große Sphinx von Gizeh in einem Ring mit dem arabischen und englischen Text „EGYPT 1882“ und dahinter abgebildet die drei Pyramiden auf dem Plateau von Gizeh zu sehen. Die Verbindung zum Band ist ein Halbmond mit den beiden Spitzen nach oben, befestigt an einer Schnalle. Die Rückseite trägt in einem Ring das im europäischen Stil gekrönte Monogramm des Khediven Tewfik Pascha aus Ägypten. Es sind auch Sterne mit glatter Rückseite bekannt.

## Versionen

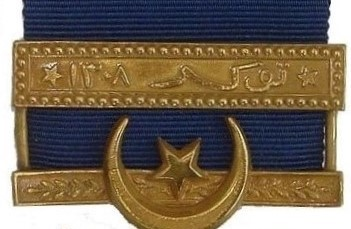
Tokar-Spange des Khediven-Sternes

Es gibt vier Variationen des Sterns, die verschiedenen Feldzügen entsprechen. Jeder Empfänger erhielt nur einen Stern, für den frühesten Feldzug, für den er sich qualifiziert hat.
- 1882 – Für Verdienste zur Unterstützung des Khediven im Anglo-Ägyptischen Krieg von 1882
  - Teilnehmer der Beschießung von Alexandria erhielten dazu die Spange “ALEXANDRIA 11th July”
  - Teilnehmer der Schlacht von Tel-el-Kebir erhielten die Spange “TEL-EL-KEBIR”
- 1884 – Operationen zwischen dem 19. Februar und 26. März 1884, im Zusammenhang mit der ersten Suakin-Expedition (Zweite Schlacht von El Teb)
- 1884/86 – Operationen vom 26. März 1884 bis zum 7. Oktober 1886, einschließlich der Gordon Relief Expedition
- Undatiert – Operationen von 1887 bis 1891, hauptsächlich in der Nähe von Suakin und entlang des Nils

Außerdem wurde den Teilnehmern der Schlacht bei Tokar am 19. Februar 1891 eine Spange mit der arabischen Aufschrift „Tokar“ (توكار) verliehen.

## Bekannte Träger
- Garnet Wolseley, 1. Viscount Wolseley (1882)
- Ludwig von Battenberg (1882)
- Franz von Teck (1882)
- John Jellicoe, 1. Earl Jellicoe (1882)
- Arthur, 1. Duke of Connaught and Strathearn (1882)
- Gilbert Elliot-Murray-Kynynmound, 4. Earl of Minto (1882)
- Arthur, 1. Duke of Connaught and Strathearn (1882)
- John French, 1. Earl of Ypres (1884/85)
- Herbert Kitchener, 1. Earl Kitchener
- Slatin Pascha